# Fabrice Soulier
Fabrice Soulier (Avignone, 23 aprile 1969) è un giocatore di poker francese.
Ha al suo attivo un braccialetto conquistato alle WSOP 2011 nel $10.000 H.O.R.S.E. Championship, che gli ha fruttato la vincita di 609.130 dollari. Complessivamente ha centrato 22 piazzamenti a premi WSOP, fino all'edizione 2013
Ha inoltre disputato un tavolo finale WPT, circuito nel quale è arrivato 7 volte a premi; ha ottenuto 8 ITM con un 3º posto all'European Poker Tour.